# Gustaf Göthe
Karl Gustaf Wilhelm Göthe, född 7 mars 1882 i Stockholm, död 23 december 1956 i Uppsala, var en svensk historiker.
Gustaf Göthe var son till bokhandlaren Isak Mauritz Göthe. Efter mogenhetsexamen i Stockholm 1901 studerade han vid Uppsala universitet och blev 1906 filosofie kandidat och 1911 filosofie licentiat i geografi där samt efter studier i historia filosofie doktor vid Stockholms högskola 1929. Göthe var 1906–1921 lärare vid Fjellstedtska skolan i Uppsala och blev 1912 extralärare vid Uppsala högre allmänna läroverk samt 1916 adjunkt och 1929 lektor i historia med samhällslära och geografi där. Han undervisade dessutom vid Uppsala högre elementarläroverk och gymnasium för flickor samt vid Arméns underofficersskola. Göthe gjorde sig känd som en skicklig lärare. Han utgav ett par större skrifter, Karl XII. Huvuddragen av hans arbete och syften (1919) och Om Umeå lappmarks svenska kolonisation (1929, doktorsavhandling), som var ett viktigt bidrag till Nordsveriges historia. Han publicerade även ett stort antal mindre skrifter och uppsatser i politiska, pedagogiska, historiska och geografiska ämnen. Under många år lade han ned ett betydande arbete i Riksförbundet för Sveriges försvar.